# スキップ・ウィリアムズ
ラルフ・ウィリアムズ（Ralph Williams）は、アメリカ合衆国のゲームデザイナーである。ほとんどの場合、スキップ・ウィリアムズ（Skip Williams）と呼ばれる。彼はPenny Williamsと結婚し、彼女もまたゲーム業界に関与している。彼はダンジョンズ&ドラゴンズ第3版の共同制作者として、そしてDragon Magazine のコラム"Sage Advice"の長期作家として良く知られている。

## キャリア
ウィスコンシン州レイク・ジェニーバに生まれ、人々の多くがオリジナルの『ダンジョンズ&ドラゴンズ』ゲームの開発と影響にかかわる中で、ウィリアムズもゲームに非公式に精通して、ゲイリー・ガイギャックスの息子Ernieとともに学校に通い、ゲイリーが『AD&D』のいくつかのルールのプレイテストに使っていたゲームグループに参加している。1976年、ウィリアムズはTSRのダンジョン・ホビーショップでパートタイム店員として働きはじめた。ウィリアムズのTSRでの最初の仕事は管理者能力、キャッシャーとしての仕事、積み出し、そして様々なオフィスの作業だった。ウィリアムズは1980年から1983年までGen Conゲームフェアのディレクターを務めた。ウィリアムズは後に一時解雇されたが、フリーランスの役割でTSRの為に働き続け、雑用を実行する;1987年にはDragon の誌面に"Sage Advice"を書くようになり、ウィリアムズはDragon の編集者en:Roger E. Mooreを単に定期的にコラムを書いても構わないと思って誰にも見つけることができなかったとしてリコールした。ウィリアムズは2004年まで編集者の地位にあった。1989年、ウィリアムズはTSRのロールプレイングゲームデザイナーになる前に、数年間RPGAのスタッフに加入した。1990年から1992年にかけ、彼はまた 『ポリヘドロン』誌の副編集長でもあった。
TSRがウィザーズ・オブ・ザ・コーストに買収された後、彼はウィスコンシン州からワシントン州に移動した。ウィリアムズはシニアデザイナーに昇進し、D&D第3版のデザインチームとして働いた。モンテ・クック、ジョナサン・トゥイート、そしてスキップ・ウィリアムズは、第3版のen:Players Handbook 、en:Dungeon Master's Guide 、そしてen:Monster Manual 全てに貢献し、そしてその貢献を元にしてそれぞれのデザイナーが本を書いた。ウィリアムズはまた、新しい版のフォーゴトン・レルムキャンペーン・セッティングでも働いた。だが、彼は2002年にウィザーズ・オブ・ザ・コーストを離れて生まれ故郷のウィスコンシンに戻り、彼は2005年までフリーランスで、D&Dとd20素材をプロデュースし続けた。この時の彼の出版物には"Cry Havoc!"（モンテ・クックのMalhavoc Pressから出版）と自然の種族 （ウィザーズ・オブ・ザ・コースト）が含まれる。彼はen:Kobold Quarterly の"Ask The Kobold"の作家として活動している。